# Unione Sportiva Casertana 1984-1985
Questa pagina raccoglie le informazioni riguardanti l'Unione Sportiva Casertana nelle competizioni ufficiali della stagione 1984-1985.

## Rosa
| N. |                   | Ruolo | Calciatore       |
| -- | ----------------- | ----- | ---------------- |
|    | Italia (bandiera) | D     | Maurizio Bruno   |
|    | Italia (bandiera) | D     | Roberto Cazzani  |
|    | Italia (bandiera) | D     | Gaetano Costa    |
|    | Italia (bandiera) | C     | Gavino Costaggiu |
|    | Italia (bandiera) |       | Del Vecchio      |
|    | Italia (bandiera) | A     | Paolo Doto       |
|    | Italia (bandiera) | C     | Giulio Forte     |
|    | Italia (bandiera) | A     | Emilio Frigerio  |
|    | Italia (bandiera) | D     | Nicola Ganzieri  |
|    | Italia (bandiera) | D     | Andrea Gatto     |

| N. |                   | Ruolo | Calciatore           |
| -- | ----------------- | ----- | -------------------- |
|    | Italia (bandiera) | D     | Ivanio Giordano      |
|    | Italia (bandiera) | C     | Salvatore Iannicello |
|    | Italia (bandiera) | A     | Luca Mariotti        |
|    | Italia (bandiera) | C     | Andrea Pallanch      |
|    | Italia (bandiera) | D     | Alessandro Pasquali  |
|    | Italia (bandiera) | P     | Roberto Renzi        |
|    | Italia (bandiera) | C     | Pasquale Suppa       |
|    | Italia (bandiera) | A     | Pasquale Viscido     |
|    | Italia (bandiera) | C     | Claudio Zitta        |

## Risultati

### Campionato

#### Girone di andata
| 23 settembre 1984 1ª giornata | Palermo | 2 – 1 | Casertana |  |

| 30 settembre 1984 2ª giornata | Casertana | 3 – 1 | Barletta |  |

| 7 ottobre 1984 3ª giornata | Akragas | 0 – 2 | Casertana |  |

| 14 ottobre 1984 4ª giornata | Casertana | 2 – 2 | Ternana |  |

| 21 ottobre 1984 5ª giornata | Monopoli | 1 – 0 | Casertana |  |

| 28 ottobre 1984 6ª giornata | Casertana | 2 – 2 | Campania |  |

| 4 novembre 1984 7ª giornata | Casertana | 2 – 1 | Reggina |  |

| 11 novembre 1984 8ª giornata | Cavese | 1 – 1 | Casertana |  |

| 18 novembre 1984 9ª giornata | Casertana | 1 – 1 | Benevento |  |

| 25 novembre 1984 10ª giornata | Nocerina | 1 – 0 | Casertana |  |

| 2 dicembre 1984 11ª giornata | Casertana | 1 – 0 | Salernitana |  |

| 9 dicembre 1984 12ª giornata | Casertana | 1 – 0 | Cosenza |  |

| 16 dicembre 1984 13ª giornata | Francavilla | 0 – 0 | Casertana |  |

| 23 dicembre 1984 14ª giornata | Casertana | 1 – 1 | Catanzaro |  |

| 6 gennaio 1985 15ª giornata | Messina | 2 – 1 | Casertana |  |

| 13 gennaio 1985 16ª giornata | Casertana | 1 – 0 | Foggia |  |

| 20 gennaio 1985 17ª giornata | Casarano | 1 – 1 | Casertana |  |

#### Girone di ritorno
| 3 febbraio 1985 18ª giornata | Casertana | 1 – 0 | Palermo |  |

| 10 febbraio 1985 19ª giornata | Barletta | 1 – 0 | Casertana |  |

| 17 febbraio 1985 20ª giornata | Casertana | 2 – 0 | Akragas |  |

| 24 febbraio 1985 21ª giornata | Ternana | 1 – 0 | Casertana |  |

| 3 marzo 1985 22ª giornata | Casertana | 0 – 0 | Monopoli |  |

| 10 marzo 1985 23ª giornata | Campania | 0 – 0 | Casertana |  |

| 17 marzo 1985 24ª giornata | Reggina | 0 – 0 | Casertana |  |

| 24 marzo 1985 25ª giornata | Casertana | 0 – 1 | Cavese |  |

| 6 aprile 1985 26ª giornata | Benevento | 1 – 1 | Casertana |  |

| 14 aprile 1985 27ª giornata | Casertana | 3 – 0 | Nocerina |  |

| 21 aprile 1985 28ª giornata | Salernitana | 1 – 1 | Casertana |  |

| 5 maggio 1985 29ª giornata | Cosenza | 0 – 0 | Casertana |  |

| 12 maggio 1985 30ª giornata | Casertana | 0 – 0 | Francavilla |  |

| 19 maggio 1985 31ª giornata | Catanzaro | 2 – 1 | Casertana |  |

| 26 maggio 1985 32ª giornata | Casertana | 0 – 0 | Messina |  |

| 2 giugno 1985 33ª giornata | Foggia | 0 – 3 | Casertana |  |

| 9 giugno 1985 34ª giornata | Casertana | 1 – 0 | Casarano |  |